# Johan II van Palts-Zweibrücken

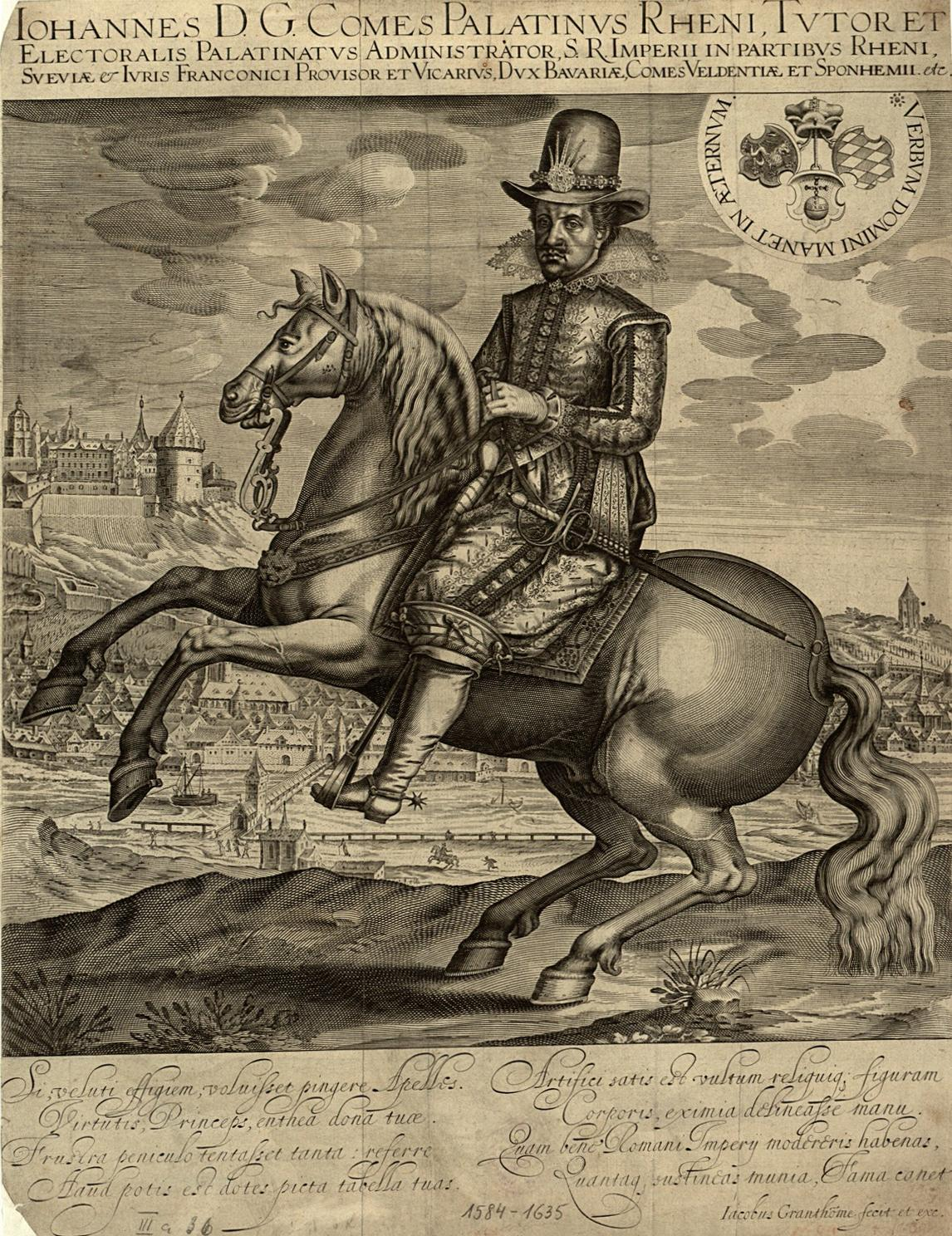
Ruiterportet van Johan II, kopergravure.

Johan II de Jongere (Bergzabern, 26 maart 1584 - Metz, 9 augustus 1635), uit de Jongere linie Palts-Zweibrücken, was hertog van Palts-Zweibrücken van 1604 tot zijn dood. Tussen 1610 en 1614 regeerde hij als voogd van de minderjarige keurvorst Frederik V over de Palts.

## Biografie

### Bondgenoot en bestuurder van de Palts
Johan II was de oudste overlevende zoon van hertog Johan I van Palts-Zweibrücken en Magdalena van Kleef. In 1604 volgde hij zijn vader op als hertog van Palts-Zweibrücken. Johan onderhield net als zijn vader nauwe betrekkingen met keurvorst Frederik IV van de Palts. Deze band werd nog verder versterkt doordat beiden vorsten gereformeerd waren. In 1609 sloot Johan II zich aan bij de Protestantse Unie, een bondgenootschap van protestantse vorsten in het Heilige Roomse Rijk.
Toen hertog Johan Willem van Gulik, Kleef en Berg in 1609 stierf zonder mannelijke erfgenamen, was Johan een van de veertien vorsten die aanspraak maakten op de erfenis. Tijdens de Gulik-Kleefse Successieoorlog bezetten de keurvorst van Brandenburg en de vorst van Palts-Neuburg de betwiste hertogdommen. De aanspraken van Palts-Zweibrücken leidden niet tot een uitbreiding van zijn grondgebied, maar Johan nam wel het wapen van Gulik, Kleef en Berg aan.
In 1610 stierf keurvorst Frederik IV van de Palts. In zijn testament had Frederik IV Johan II tot voogd voor zijn minderjarige zoon Frederik V benoemd. Filips Lodewijk van Palts-Neuburg maakte bezwaar tegen deze regeling omdat hij, als naaste familielid in mannelijke lijn, volgens de bepalingen uit de Gouden Bul van 1356 het recht had om als voogd op te treden. Ondanks Filips Lodewijks protesten trad Johan aan als voogd en nam hij het bestuur in de Palts op zich. Tijdens zijn voogdijschap resideerde Johan in Heidelberg en liet het bestuur over Palts-Zweibrücken over aan zijn raadgevers. Als bestuurder van de Palts was Johan het hoofd van de Protestantse Unie en fungeerde hij tussen het overlijden van Keizer Rudolf II op 20 januari en de verkiezing van keizer Matthias op 28 augustus 1612 als rijksvoogd. In 1613 arrangeerde Johan het huwelijk van Frederik V met Elizabeth Stuart, de enige dochter van koning Jacobus I van Engeland. Zelf was Johan in 1612 getrouwd met Louise Juliana, de oudste zus van Frederik V. In 1614 werd Frederik meerderjarig verklaard en vertrok Johan weer naar Zweibrücken.

### Dertigjarige Oorlog
In 1619, tijdens de Boheemse Opstand aan het begin van de Dertigjarige Oorlog werd Frederik V tot koning van Bohemen gekozen. Frederik vertrok naar Praag en benoemde Johan tot stadhouder van de Palts. Desondanks stond Johan sceptisch tegenover de anti-keizerlijke politiek van Frederik V. In 1621 werd Frederik door keizer Ferdinand II vanwege zijn rol in de opstand in de rijksban gedaan. Johan legde vervolgens het stadhouderschap neer. Hij hoopte zo zijn gebieden uit de oorlog te houden. Ondanks Johans neutraliteitspolitiek werden de zuidelijke delen van zijn hertogdom geplunderd door doortrekkende troepen.
Het in 1629 door keizer Ferdinand II uitgevaardigde Restitutie-edict trof ook Palts-Zweibrücken. Johan moest het in 1558 geseculariseerde klooster van Hornbach afstaan de bisschop van Spiers. Het Gymnasium dat in het kloostergebouw gevestigd was moest verplaatst worden naar Zweibrücken.
Omdat de neutraliteit van Palts-Zweibrücken door de keizer en zijn bondgenoten nauwelijks gerespecteerd werd, sloot Johan zich in 1634 aansloot bij het Verbond van Heilbronn, een door Zweden geleid verbond van protestantse Duitse vorstendommen. Zweden en de bond werden in september 1634 echter vernietigend verslagen in de Slag bij Nördlingen. Na de slag bezette een keizerlijke troepenmacht onder leiding van generaal Gallas het hertogdom Zweibrücken. Johan vluchtte met zijn familie naar de Franse stad Metz, waar hij ook stierf. Pas in 1646 werd zijn lichaam naar Zweibrücken overgebracht, waar het werd bijgezet in de Alexanderkerk.

## Huwelijken en kinderen
Johan II is twee keer getrouwd geweest. Op 28 augustus 1604 trouwde hij in het Bretonse Blain met Catherina de Rohan (1578–1607), een dochter van René II de Rohan. Catharina was een zus van de hugenotenleider Henri de Rohan.
Johan II en Catharina kregen een dochter:
- Magdalena Catharina (1607-1648), in 1630 getrouwd met Christiaan I van Palts-Birkenfeld-Bischweiler (1598-1654)

Op 4 mei 1612 hertrouwde Johan II in Heidelberg met Louise Juliana van de Palts (1594–1640), een dochter van keurvorst Frederik IV van de Palts. Ze kregen zeven kinderen:
- Elisabeth Louise Juliana (1613-1667), abdis van Herford
- Catharina Elisabeth Charlotte (1615-1651), in 1631 getrouwd met Wolfgang Willem van Palts-Neuburg
- Frederik (1616-1661), hertog van Palts-Zweibrücken
- Anna Sibylle (1617-1641)
- Johan Lodewijk (1619-1647)
- Juliana Magdalena (1621-1672), in 1645 getrouwd met Frederik Lodewijk van Palts-Landsberg
- Maria Amalia (1622-1641)

## Voorouders
| Overgootouders                             | Lodewijk II van Palts-Zweibrücken (1502-1532) ∞ Elisabeth van Hessen (1503-1563) | Lodewijk II van Palts-Zweibrücken (1502-1532) ∞ Elisabeth van Hessen (1503-1563) | Filips I van Hessen (1504–1567) ∞ Christina van Saksen(-)                   | Filips I van Hessen (1504–1567) ∞ Christina van Saksen(-)                   | Johan III van Kleef (1490-1539) ∞ 1451 Maria van Gullik (1491-1543)         | Johan III van Kleef (1490-1539) ∞ 1451 Maria van Gullik (1491-1543)         | Keizer Ferdinand I (1503-1564) ∞ 1521 Anna van Bohemen en Hongarije (1503–1547) | Keizer Ferdinand I (1503-1564) ∞ 1521 Anna van Bohemen en Hongarije (1503–1547) |
| Grootouders                                | Wolfgang van Palts-Zweibrücken (1526-1569) ∞ Anna van Hessen (1529-1591)         | Wolfgang van Palts-Zweibrücken (1526-1569) ∞ Anna van Hessen (1529-1591)         | Wolfgang van Palts-Zweibrücken (1526-1569) ∞ Anna van Hessen (1529-1591)    | Wolfgang van Palts-Zweibrücken (1526-1569) ∞ Anna van Hessen (1529-1591)    | Willem V van Kleef (1516-1592) ∞ 1451 Maria van Oostenrijk (1531-1581)      | Willem V van Kleef (1516-1592) ∞ 1451 Maria van Oostenrijk (1531-1581)      | Willem V van Kleef (1516-1592) ∞ 1451 Maria van Oostenrijk (1531-1581)          | Willem V van Kleef (1516-1592) ∞ 1451 Maria van Oostenrijk (1531-1581)          |
| Ouders                                     | Johan I van Palts-Zweibrücken (1550-1604) ∞ Magdalena van Kleef (1553-1633)      | Johan I van Palts-Zweibrücken (1550-1604) ∞ Magdalena van Kleef (1553-1633)      | Johan I van Palts-Zweibrücken (1550-1604) ∞ Magdalena van Kleef (1553-1633) | Johan I van Palts-Zweibrücken (1550-1604) ∞ Magdalena van Kleef (1553-1633) | Johan I van Palts-Zweibrücken (1550-1604) ∞ Magdalena van Kleef (1553-1633) | Johan I van Palts-Zweibrücken (1550-1604) ∞ Magdalena van Kleef (1553-1633) | Johan I van Palts-Zweibrücken (1550-1604) ∞ Magdalena van Kleef (1553-1633)     | Johan I van Palts-Zweibrücken (1550-1604) ∞ Magdalena van Kleef (1553-1633)     |
| Johan II van Palts-Zweibrücken (1584-1635) |                                                                                  |                                                                                  |                                                                             |                                                                             |                                                                             |                                                                             |                                                                                 |                                                                                 |